# الإسلام في نامبيا

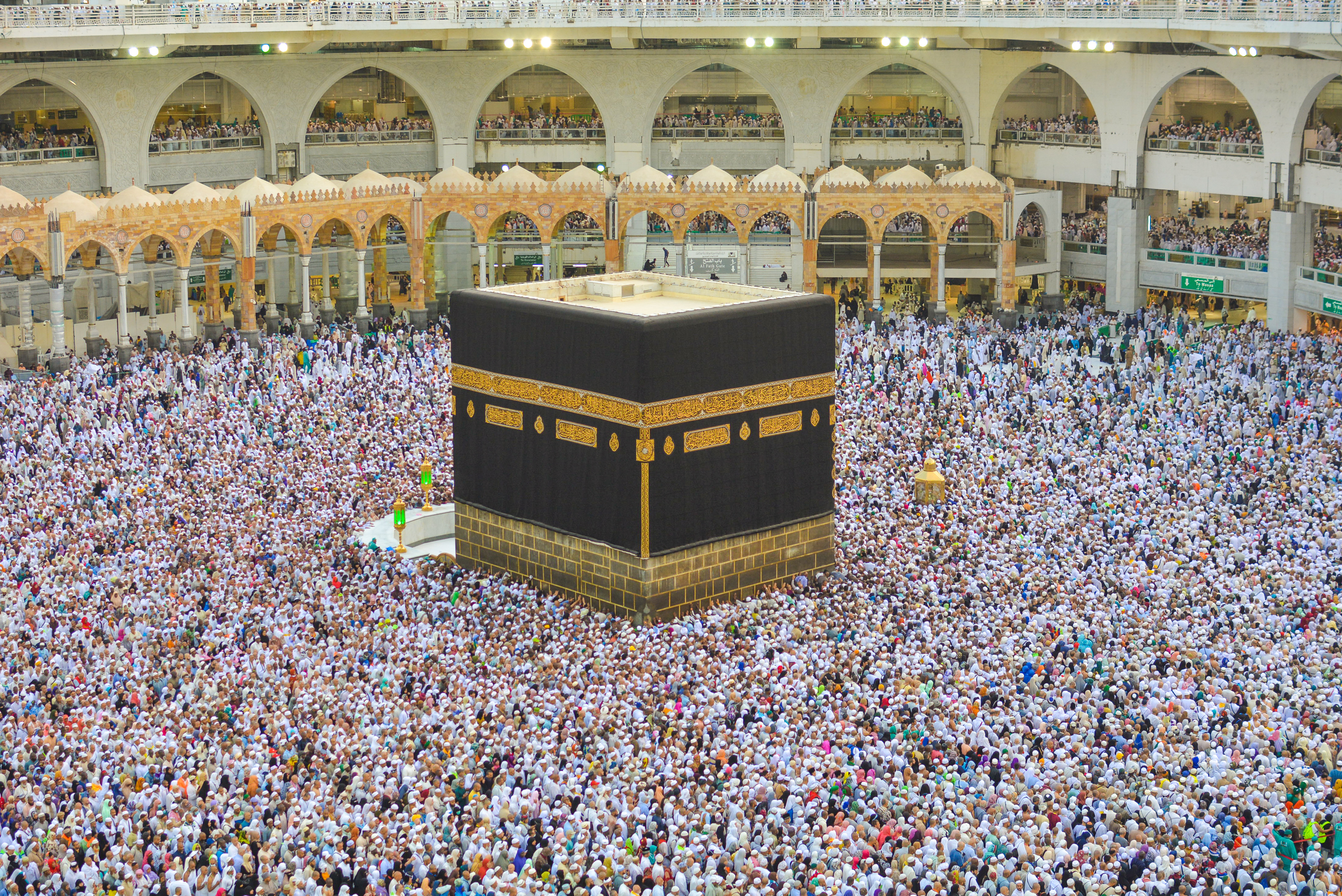
الكعبة خلال موسم الحج

ناميبيا دولة ذات أغلبية مسيحية، وهي موطن لمجتمع مسلم صغير. يعود تاريخ الإسلام في ناميبيا إلى أواخر القرن التاسع عشر، عندما استقر مجتمع صغير من التجار والتجار الهنود في مدينة لودريتز الساحلية. بنى هؤلاء المسلمون الأوائل أول مسجد في ناميبيا، والذي لا يزال قائماً حتى اليوم ويعمل كمركز للمجتمع المسلم في لوديريتز.

## عدد المسلمين
للإسلام وجود صغير ولكنه متزايد في ناميبيا، حيث يقدر عدد المسلمين في البلاد بـ 70,000. اكتسب الدين نسبة كبيرة من الأتباع بين قبيلة ناما، حيث جذب الكثيرين للدين وضوح النصوص الإسلامية، وجمال المحتوى وأسلوب الكتابة، ووحدة المسلمين وإخواهم.

## نمو المجتمع المسلم
معظم المجتمع المسلم في ناميبيا ينتمون إلى مجموعة ناما العرقية. من المعتقد أن هذا هو في الغالب نتيجة للجهود التي يبذلها السياسي البارز بين ناماكوا جاكوبس سلمان ضمير الذي اعتنق الإسلام في 1980. أول مسجد في البلاد أطلق عليه اسم مركز سويتو الإسلامي وقد تم بناؤه عام 1986 ويقع في كاتوتورا. اعتبارا من مايو 2009 كان هناك اثنا عشر مسجدا في البلاد ستة منها في ويندهوك. أربعة وعشرون ناميبي يدرسون حاليا في المملكة العربية السعودية، في حين تم إرسال آخرين للتدريب الطويل الأجل في المؤسسات الإسلامية في جنوب أفريقيا. يقع مجلس القضاء الإسلامي الناميبي في أوندوبي.